# La Folle
La Folle est une nouvelle de Guy de Maupassant, parue en 1882 dans le journal quotidien littéraire et politique français Le Gaulois.

## Historique
La Folle est initialement publiée dans la revue Le Gaulois du 6 décembre 1882, puis dans le recueil Contes de la bécasse en 1883.
La nouvelle est dédiée à Robert de Bonnières.

## Résumé
Le narrateur explique que l'histoire se déroule en Normandie. En un seul mois, une jeune femme avait vu mourir son mari, son père et son enfant nouveau-né. Après six semaines de délire, elle avait sombré dans la prostration, bougeant à peine, étendue sur son lit et hurlant dès qu'on voulait la lever. Pendant quinze ans, une vieille bonne lui avait donné à manger, à boire et lui avait fait sa toilette.
La guerre franco-allemande de 1870 éclate. Un jour de décembre 1870 particulièrement froid, les Prussiens entrent dans le village, et chaque foyer doit loger plusieurs soldats. 
Au bout de quelques jours, l'officier qui réside chez la folle exige qu'elle sorte de sa chambre, ce qui lui est impossible.
Le lendemain, puisque la femme ne veut pas quitter son lit, l'officier rageant de ne pouvoir la lever, et exaspéré de l'entendre crier, ordonne à ses hommes de transporter le matelas et la femme hors de la maison. Les soldats reviennent, seuls, et « on ne revit plus la folle ». La guerre prend fin, les Prussiens quittent le village.
À l'automne suivant, au cours d'une chasse en forêt, Mathieu d'Endolin abat une bécasse qui atterrit dans un fossé. Voulant récupérer sa bête, il descend dans le fossé et découvre près de l'oiseau « une tête de mort ». Il réalise alors que les soldats ont abandonné la folle sur son matelas, et qu'elle s'est laissée mourir de froid avant d'être dévorée par les loups. Le narrateur conclut amèrement son récit : « Et je fais des vœux pour que nos fils ne voient plus jamais de guerre ».

## Éditions
- La Folle, Maupassant, contes et nouvelles, texte établi et annoté par Louis Forestier, Bibliothèque de la Pléiade, éditions Gallimard, 1974  (ISBN 978 2 07 010805 3).